# Pro Evolution Soccer 2010
| Агрегатор  | Оцінка                                                                  |
| ---------- | ----------------------------------------------------------------------- |
| Metacritic | PS3: 78/100 X360: 78/100 PC: 78/100 PSP: 72/100 WII: 82/100 iOS: 75/100 |

| Видання        | Оцінка   |
| -------------- | -------- |
| 1Up.com        | B−       |
| Eurogamer      | 7/10     |
| GameSpot       | 6.5/10   |
| IGN            | 8.7/10.0 |
| PSM3           | 89/100   |
| VideoGamer.com | 7/10     |

Pro Evolution Soccer 2010 (скорочено PES 2010) — відеогра-футбол з серії Pro Evolution Soccer від Konami, що вийшла 2009 року на PlayStation 2, PlayStation 3 і PlayStation Portable; Xbox 360 і Microsoft Windows; Nintendo Wii і мобільних телефонах. У Японії гра вийшла під назвою Winning Eleven 2010.
PES 2010 був оголошений 8 квітня 2009 року. Реліз гри відбувся 22 жовтня 2009 року для PC, PS3 і Xbox 360, 5 листопада для PS2 і PSP, 19 листопада для Wii. Демоверсія гри для PC, PS3 і Xbox 360 була випущена 17 вересня 2009 року.
Ліонель Мессі — — обличчя PES 2010. Разом з ним на обкладинці гри був Фернандо Торрес.

## Особливість
PES 2010 має ряд переваг щодо попередніх ігор серії:
- Покращена графіка, анімація і рух, в тому числі міміка футболістів, яка змінюються в залежності від ситуації. Були перероблені дриблінг і удари по воротах, а також індивідуальні навички.
- Більш реалістичний ігровий процес.
- Доопрацьований режим онлайн.
- Покращений штучний інтелект завдяки технології Teamvision 2.0. Зміни торкнулись як гравців, так і арбітрів.
- Удосконалено атмосферу матчу, різниця між домашніми та виїзними матчами стала більш відчутною, вболівальники реагують на всі події на полі.

## Команди

### Неповна Ліцензія
Ліцензовані кілька команд:
- Premier League — 2 ліцензовані команди: «Ліверпуль» та «Манчестер Юнайтед».
- Liga BBVA — 12 ліцензованих команд.

### Повна Ліцензія
Повністю ліцензовані Ліги:
- Ligue 1
- Serie A (Без візуальної ідентичності ліги)
- Eredivisie

### Збірні
Класичні
- Англія
- Франція
- Німеччина
- Італія
- Нідерланди
- Аргентина
- Бразилія

Європа
| - Німеччина - Австрія - Бельгія - Боснія і Герцеговина - Болгарія - Хорватія - Данія - Шотландія - Словаччина - Словенія - Іспанія | - Фінляндія - Франція - Греція - Угорщина - Англія - Ірландія - Північна Ірландія - Ізраїль - Італія - Чорногорія (недоступно для PS2 та PSP) - Норвегія - Уельс | - Нідерланди - Польща - Португалія - Чехія - Румунія - Росія - Сербія (недоступно для PS2 та PSP) - Швеція - Швейцарія - Туреччина - Україна |

Африка
| - Ангола (недоступно для PS2 та PSP) - Камерун - Кот-д'Івуар - Єгипет - Гана - Гвінея (недоступно для PS2 та PSP) - Малі (недоступно для PS2 та PSP) | - Марокко (недоступно для PS2 та PSP) - Нігерія - Сенегал (недоступно для PS2 та PSP) - ПАР - Того - Туніс |

Америка
| - Канада - Коста-Рика - Гондурас (недоступно для PS2 та PSP) | - Мексика - Тринідад і Тобаго (недоступно для PS2 та PSP) - США |

| - Аргентина - Болівія (недоступно для PS2 та PSP) - Бразилія - Чилі - Колумбія | - Еквадор - Парагвай - Перу - Уругвай - Венесуела (недоступно для PS2 та PSP) |

Азія та Океанія
| - Саудівська Аравія - Австралія - Бахрейн (недоступно для PS2 та PSP) - Китай - Північна Корея - Південна Корея | - ОАЕ - Іран - Ірак (недоступно для PS2 та PSP) - Японія - Кувейт (недоступно для PS2 та PSP) | - Оман (недоступно для PS2 та PSP) - Катар (недоступно для PS2 та PSP) - Сирія (недоступно для PS2 та PSP) - Таїланд (недоступно для PS2 та PSP) - Узбекистан (недоступно для PS2 та PSP) |

Примітки

Жирним – повністю ліцензовані команди

Курсивом - неліцензовані команди з вигаданими гравцями

### Коментатор
Коментують матчі англійською мовою Джон Чампіон і Марк Лоуренсон, як і в двох попередніх іграх серії.